# Zygmunt Cywiński
Zygmunt Cywiński (ur. 11 kwietnia 1902 w Łodzi, zm. 13 września 1939 w Redłowie) – polski artysta malarz, animator życia kulturalnego w przedwojennej Gdyni i obrońca miasta we wrześniu 1939.

## Życiorys
W latach 1924–1931 studiował w Szkole Sztuk Pięknych w Warszawie. Jego nauczycielami byli Miłosz Kotarbiński i Felicjan Szczęsny Kowarski. Jeszcze jako student zainteresował się budową Gdyni i przyszłymi perspektywami miasta. Nie wiadomo, kiedy po raz pierwszy pojawił się w Gdyni, ale 18 maja 1933 „Dziennik Gdyński” podał, że „Zygmunt Cywiński wygłosił dwie prelekcje z okazji zorganizowanej wystawy sztuk pięknych”. Dołączył do licznej grupy pisarzy, dziennikarzy i działaczy kulturalnych, która propagowała pogląd, iż Gdynia powinna stać się stolicą kulturalną Pomorza Północnego. W 1935 rozpoczął organizowanie imprez pn. „Wieczory czwartkowe”. Było to przedsięwzięcie kulturalno-artystyczne stworzone również przy udziale jego żony, Lity oraz malarza Mariana Szyszko‑Bohusza w celu konsolidacji gdyńskiego środowiska intelektualnego tudzież promocji kultury i sztuki. W 90. prelekcjach i 9. wystawach sztuki, które odbyły się od listopada 1935 do kwietnia 1939 wzięli udział m.in. Zofia Nałkowska, Maria Dąbrowska, Melchior Wańkowicz, Tadeusz Boy-Żeleński, Maria Pawlikowska-Jasnorzewska, Magdalena Samozwaniec, Juliusz Kaden-Bandrowski, Maria Kuncewiczowa, Ewa Szelburg-Zarembina, Wojciech Kossak, Zofia Szyszko-Bohusz, Kazimierz Jodzewicz i Kazimierz Pręczkowski.
Ponadto działał w miejscowym, nowo utworzonym Towarzystwie Przyjaciół Nauk. Należał także do „Grupy Gdyńskich Artystów Plastyków”. W lipcu 1936 dzięki jego staraniom została otwarta jej pierwsza wystawa, na której pokazał swoje akwarele. Uczestniczył również w innych miejscowych ekspozycjach organizowanych m.in. przez współzałożony przez niego Związek Zawodowy Polskich Artystów Plastyków w Gdyni. W 1938 miał wystawy indywidualne w cukierni Teresy i Władysława Fangratów oraz „Café Bałtyk”. Zajmował się także nauczaniem. Przed wybuchem II wojny światowej był zatrudniony jako nauczyciel w Szkole Powszechnej nr 13.
Do Gdyni przyjeżdżał z Warszawy na długie pobyty. Zazwyczaj zabierał ze sobą żonę i synka. Zatrzymywał się w pensjonacie „Różany gaj” w Kamiennej Górze. Zawsze wynajmował pokoje z widokiem na morze.
Kultywował idee patriotyczne. Uważał m.in., że obrona kraju przed napaścią wroga jest powinnością każdego mężczyzny, honorem zaś jest noszenie munduru. W sierpniu 1939 w obliczu nadchodzącej wojny sam otrzymał powołanie do wojska, objęty powszechną mobilizacją. W stopniu podporucznika rezerwy pełnił funkcję dowódcy plutonu wartowniczego koszar w Redłowie, w których stacjonowały jednostki nowo sformowanego 2. morskiego pułku strzelców. Po ataku Niemiec w nierównej walce bronił miasta w szeregach pułku do 12 września. Wtedy to pułkownik Stanisław Dąbek wydał rozkaz wycofania się na Kępę Oksywską. Następnego dnia dwie dowodzone przez niego drużyny strzelców, pozostawione do osłony wycofujących się oddziałów, rozpoczęły odwrót własny. W jego trakcie doszło do starcia z przeważającymi siłami wroga, podczas którego poległ. Został pochowany na cmentarzu Witomińskim w Gdyni (sektor 1, rząd 10, nr 7b 3).

## Życie prywatne
Jego żoną była Lita. Miał z nią syna – Wojciecha.

## Twórczość

### Akwarele
- Kocmołuch
- Dziewczyna w czerwonej sukni
- Wnętrze pracowni